# ギド・ロドリゲス
ギド・ロドリゲス（Guido Rodríguez、1994年4月12日 - ）は、アルゼンチン・トレス・デ・フェブロ出身のサッカー選手。ウェストハム・ユナイテッドFC所属。アルゼンチン代表。ポジションはMF。

## 経歴

### クラブ
CAリーベル・プレートでプロキャリアをスタート。2014年10月9日、コパ・アルヘンティーナ準々決勝のCAロサリオ・セントラル戦でデビューした。デビューから2016年まで所属したが、出場機会の確保に苦しみリーグ戦16試合とカップ戦2試合の出場にとどまった。出場機会を求め2016年に期限付き移籍したデフェンサ・イ・フスティシアではリーグ戦15試合に出場した。
2016年夏、メキシコのクラブ・ティフアナに移籍。初年度から主力に定着すると、39試合に出場し5ゴールをマークした。
2017年7月7日、ティフアナで指導を受けたミゲル・エレーラが新監督に就任したクラブ・アメリカに移籍。移籍金は700万ドルと報じられた。
2020年1月14日、レアル・ベティスと2024年までの契約を締結した。5日後の1月19日、ラ・リーガのレアル・ソシエダ戦にて、後半67分にカルレス・アレニャとの交代で移籍後初出場を果たした。ベティスでの初得点は、同年7月8日にのCAオサスナ戦であり、試合開始後3分の先制点だった。
2024年8月6日、ウェストハム・ユナイテッドFCに加入した。

### 代表
2017年6月9日、メンドーサで開催されるブラジル代表との親善試合でアルゼンチン代表初召集。同試合でパウロ・ディバラとの交代で途中出場し代表デビュー。
2019年5月、コパ・アメリカ2019参加メンバーに選出された。
2021年6月、コパ・アメリカ2021・グループリーグ第2節のウルグアイ戦で、リオネル・メッシのアシストから代表初ゴールを決めた。
2024年6月、コパ・アメリカ2024に出場するアルゼンチン代表メンバーに選出された。

## 代表歴

### 出場大会など
- アルゼンチン代表
  - 2022 FIFAワールドカップ

### 試合数
- 国際Aマッチ 29試合 1得点（2017年-）[10]

| アルゼンチン代表 | 国際Aマッチ | 国際Aマッチ |
| 年               | 出場        | 得点        |
| ---------------- | ----------- | ----------- |
| 2017             | 1           | 0           |
| 2018             | 0           | 0           |
| 2019             | 8           | 0           |
| 2020             | 1           | 0           |
| 2021             | 10          | 1           |
| 2022             | 7           | 0           |
| 2023             | 2           | 0           |
| 2024             |             |             |
| 通算             | 29          | 1           |

## タイトル

### クラブ
リーベル・プレート
- コパ・スダメリカーナ: 2014

クラブ・アメリカ
- リーガMX: アペルトゥーラ 2018
- コパ・メヒコ: クラウスーラ 2019

レアル・ベティス
- コパ・デル・レイ: 2021-22

### 代表
アルゼンチン
- コパ・アメリカ: 2021, 2024
- FIFAワールドカップ: 2022
- CONMEBOL-UEFAカップ・オブ・チャンピオンズ: 2022

### 個人
- リーガMXベストイレブン: アペルトゥーラ 2016, クラウスーラ 2017, アペルトゥーラ 2018, クラウスーラ 2019